# Hamilton Watch Company

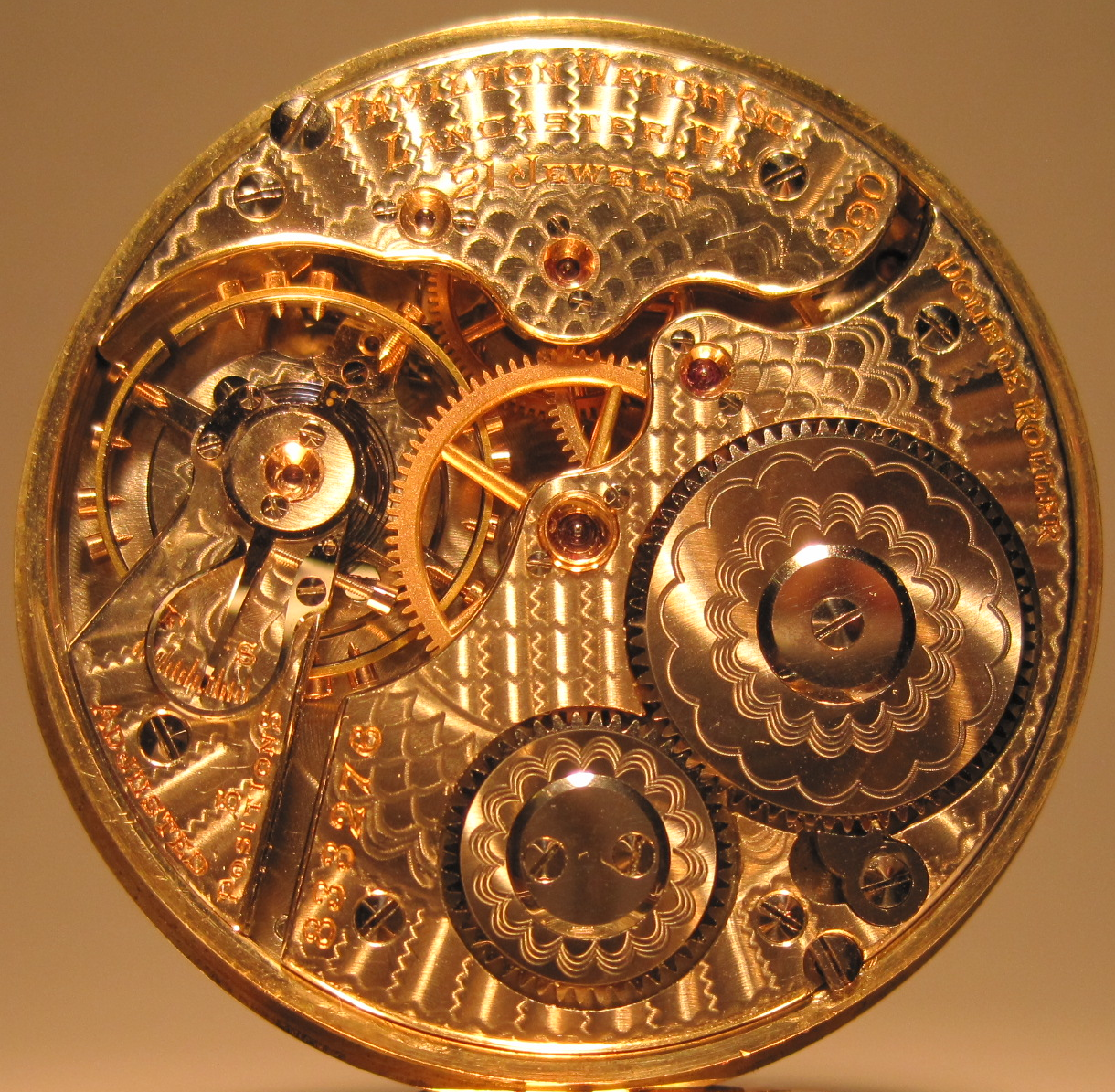
Movimento meccanico Hamilton calibro 990 del 1910 circa

La Hamilton è una nota azienda svizzera produttrice di orologi da polso di lusso fondata nel 1892 a Lancaster, in Pennsylvania, Stati Uniti d'America, nota per la sua esclusività e per la sua specifica realizzazione di movimenti automatici. Nel 1966 Hamilton acquistò la svizzera Buren SA, trasferendo dal 1969 tutte le proprie attività dagli Stati Uniti alla Svizzera. Nel 1971 Hamilton fu acquistata dall'SSIH (Société Suisse pour l'Industrie Horlogère), e dal 1983 è parte dello Swatch Group con sede a Bienne in Svizzera.

## Storia

### La fondazione e il legame con l'esercito statunitense (1892-1945)
La Hamilton Watch Co. venne fondata nel 1892 a Lancaster, città della Pennsylvania e iniziò la sua produzione di orologi da tasca che godettero fin da subito di una buona fama, fino a richiamare l'attenzione dalla prima compagnia ferroviaria statunitense per cui la Hamilton produsse il Broadway Limited, modello iconico della maison che divenne celebre con il nome di Watch of Railroad Accuracy (orologi di precisione ferroviaria) proprio per la fornitura alle prime compagnie di ferrovie americane che, adottando gli orologi della Hamilton, migliorarono la loro precisione e limitarono gli incidenti, molto frequenti all'epoca.

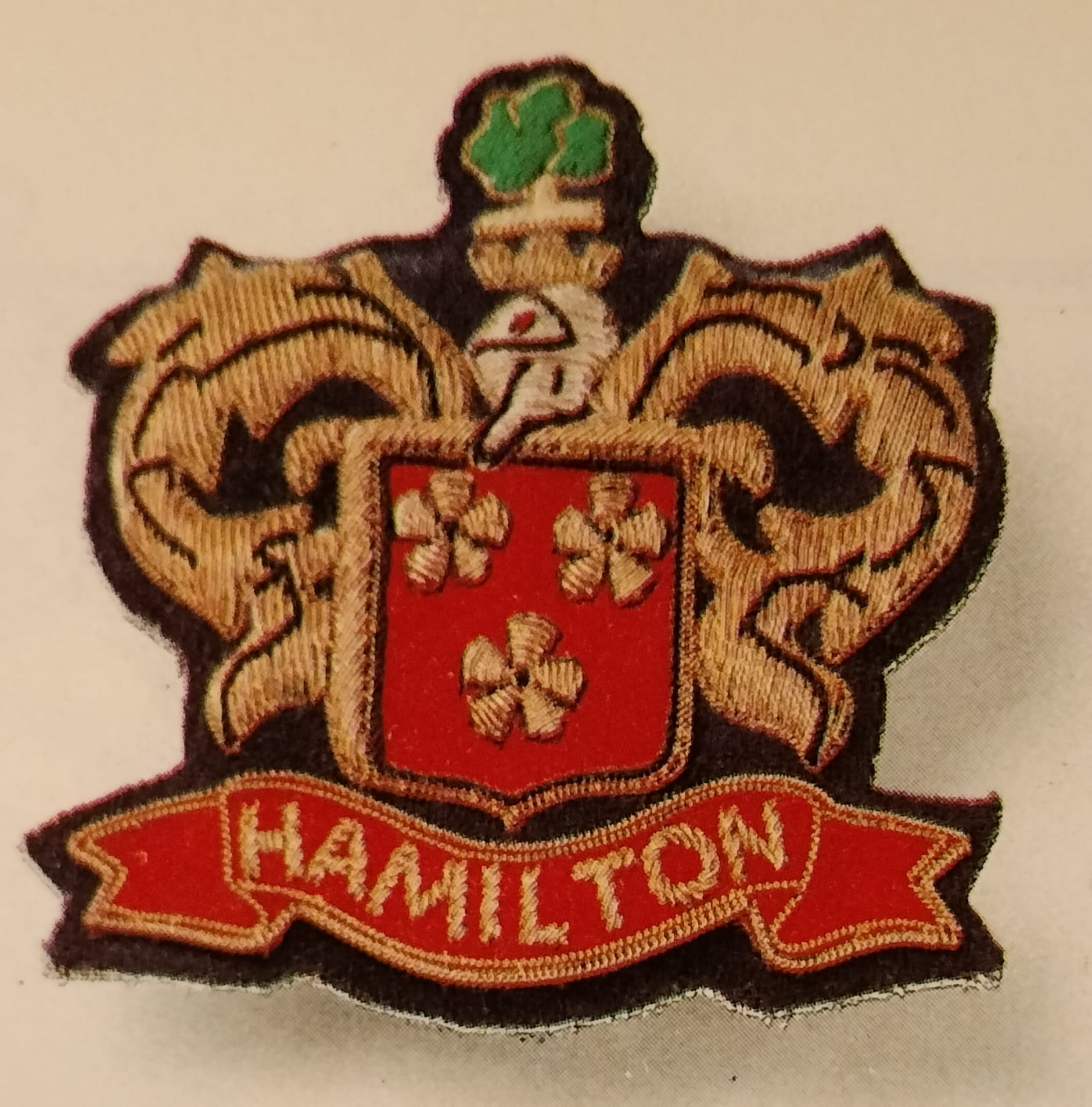
Vecchio logo Hamilton

Nel 1908 la Hamilton commercializzò il primo modello di orologio da tasca studiato per il pubblico femminile, il Lady Hamilton. Fino ad allora, le donne utilizzavano modelli maschili riadattati secondo il proprio gusto.
Durante la prima guerra mondiale, la Hamilton diventa fornitore ufficiale dell'Esercito degli Stati Uniti d'America. Grazie ad un orologio Hamilton, il Generale John Pershing organizzò gli spostamenti delle truppe americane, dando forza alla fama dell'Azienda.
Sempre in prima linea nelle attività pionieristiche, Hamilton rifornì dal 1918 i piloti delle linee aeree postali da Washington a New York, nonché i fratelli Piccard nella loro escursione aerostatica ai confini della stratosfera e l'ammiraglio Richard Evelyn Byrd nelle sue spedizioni in Artide e in Antartide, tra il 1926 e il 1934.
Negli anni 20, la Hamilton assorbe una grande industria orologiera: la Illinois. Una Casa fondata nel 1870, a Springfield (Illinois), che godeva della reputazione di essere la più grande fabbrica degli orologi più precisi d’America dell'800. Sfruttando la maggiore tecnologia della Illinois, la Hamilton vendeva orologi dal doppio marchio come linea di lusso e commercializzando orologi con riserva di carica. Alla fine degli anni 50, il marchio Illinois venne abbandonato per motivi di ristrutturazione commerciale.
Tra il 1920 e il 1930, la Casa si cimentò a produrre orologi art decò, anticipando i tempi e le mode, con materiali all'avanguardia, segnando ancora la storia dell'orologeria, con modelli come il Coronado, il Contour, il Wilshire, lo Spur, conquistando nel 1928, la squadra campione degli Yankees col modello Piping Rock.
Nei primi anni trenta la Hamilton aprì una Scuola di Alta Orologeria; nasce il calibro 982 e altri due modelli che hanno fatto epoca: il Duo Dial Seckron del 1936 e l'Otis del 1938.
Durante il periodo del secondo conflitto mondiale la Hamilton, non commercializzò più i suoi prodotti, in quanto la produzione fu quasi esclusivamente dedicata alle forze armate, visto che fu nuovamente fornitore ufficiale dell'esercito americano. Nel 1944, infatti, il 91% degli stabilimenti Hamilton lavoravano per la guerra e per l'esercito. Personaggi militari di spicco come l'ammiraglio Byrd e il Generale John Pershing indossarono una versione dello storico modello Khaki, prodotto in 1 milione di esemplari; per la US Navy venne realizzato in 9.800 esemplari e consegnato prima del D-Day, il Marine Chronometer, considerato il miglior orologio mai prodotto in America.

### Il secondo dopoguerra: il primo orologio elettrico e il digitale
Dopo gli anni bellici alcuni modelli di orologi vennero realizzati anche in varianti istituzionali per le principali compagnie aeree americane della quale la Hamilton divenne fornitore ufficiale: la TWA, la United Airlines, la Eastern, la Northwest Airlines.
Nel 1957, venne introdotto sul mercato il primo calibro elettrico chiamato “500” che andò ad animare il famoso modello “Ventura“, dove i contenuti tecnici e stilistici, segnarono un'epoca. Il brevetto su questo calibro elettronico risale al 1952, ma lo sviluppo richiese diversi anni prima di essere commercializzato. L'idea di realizzare un orologio elettrico fu di John Van Horn, Philip Biemiller e James H. Reese.

Il Ventura debuttò con una cassa asimmetrica in oro a 14 carati disegnata da Richard H. Arbib (1917–1995) e nel 1960 venne perfezionato il calibro 500 con l'introduzione del 505, che andò a migliorare la fragilità del bilanciere alimentato dalla batteria. Ventura, il primo orologio elettrico al mondo, ottenne un grande successo grazie a Elvis Presley, che lo indossò nel corso delle riprese di Blue Hawaii; con questo modello la Hamilton divenne la prima casa produttrice di orologi da polso a batteria. A partire da quegli stessi anni la Hamilton utilizzò movimenti automatici della casa svizzera Buren SA, nota anche oltreoceano e che si distinse per realizzare calibri automatici sempre più sottili come i 1000 e il 1001, con riserve di carica di alcuni giorni.

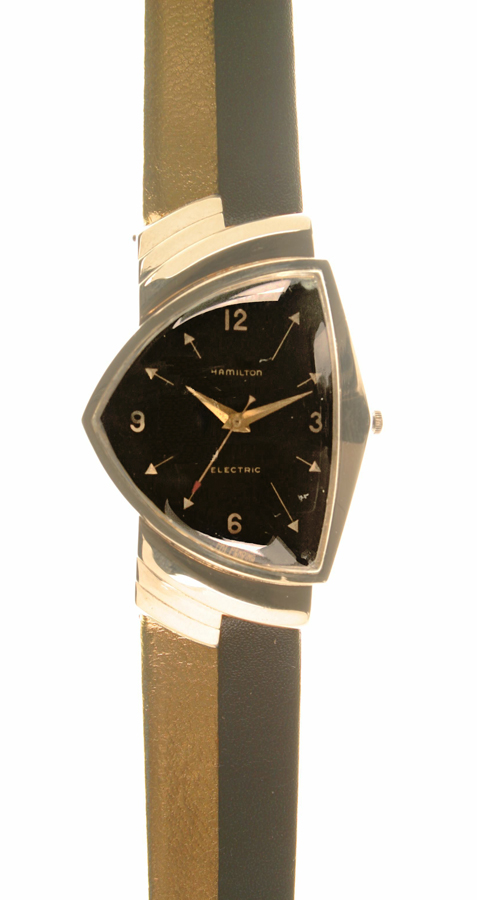
Il modello Hamilton Ventura del 1957 circa (Deutsches Uhrenmuseum, Inv. 2005-097)

 Nel 1966 la Hamilton acquistò la Büren SA e, modificando il movimento 1281 a 30 rubini della stessa Buren, produsse il celebre movimento Intramatic, in seguito nuovamente modificato e prodotto ancora oggi. Nel 1970 fu tempo di un'altra innovazione con il Pulsar, primo segnatempo a cristalli liquidi digitale, realizzato anche grazie all'azienda texana Electro/Data. Pulsar diventò un marchio a sé stante, ma parte di Hamilton. Ma nel 1978 Pulsar vene venduto a Seiko.
Altri celebri personaggi che contribuirono al successo della maison furono il presidente degli Stati Uniti Gerald Ford che volle in regalo un modello Pulsar, Roger Moore nei panni di James Bond in Vivi e lascia morire e Stanley Kubrick, che nel film 2001 Odissea nello spazio, volle un orologio Hamilton fatto apposta per il film (l'ODC X-01).
Nel 1971 Hamilton fu acquistata dall'SSIH (Société Suisse pour l'Industrie Horlogère), e dal 1983 è parte dello Swatch Group con sede a Bienne in Svizzera.

### 1990-2020

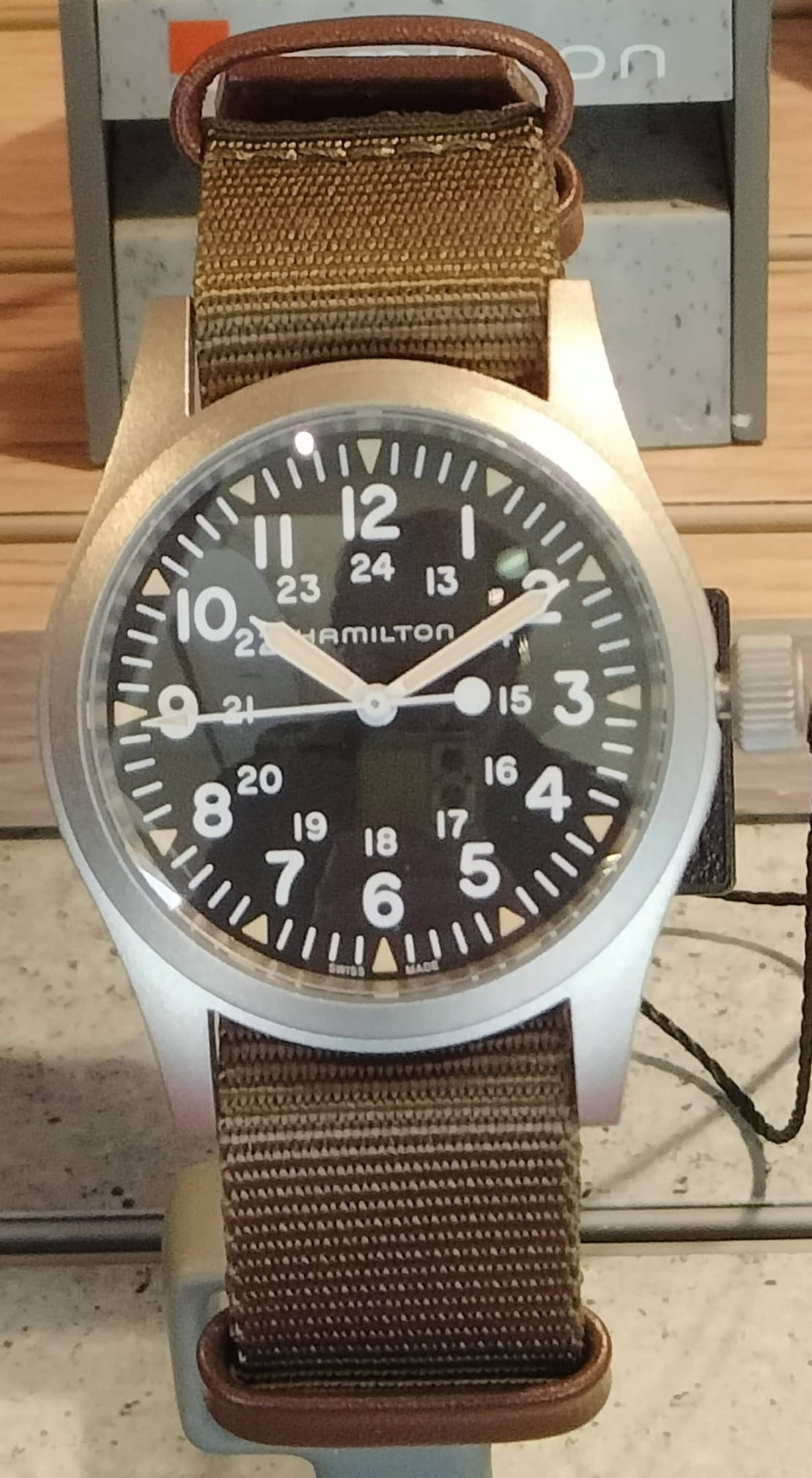
Hamilton Khaki Field

Nel 1992 viene celebrato il centesimo compleanno dell'azienda proponendo il modello Spur (con cassa che richiama le spirali delle galassie), riedizione in 992 pezzi del modello di fine anni Venti.
Il modello Pulsar è tornato in produzione nel 2020 con il nome PSR, una versione che utilizza tecnologie attuali come LCD riflettenti ed OLED a emissione.
Molte sono state le comparse di orologi Hamilton in pellicole cinematografiche: Die Hard (Jazzmaster Viewmatic e Khaki X-Patrol), Ocean's Eleven (Viewmatic), Men in Black (Ventura), Independence Day, Spider-Man 2 (Ventura), I fantastici 4, Superman, Interstellar (Khaki Field "Murph" e Khaki Pilot Day Date), Tenet (Khaki Navy BeLOWZERO), Thirteen Days, The Martian (Khaki Navy BeLOWZERO) per citarne alcuni.

Nel corso degli anni ottanta del Novecento la Hamilton entrò a far parte del Gruppo SMH di proprietà della famiglia Hayek, che in seguito prese il nome dell'attuale colosso orologiero Swatch Group e che comprende anche altri prestigiosi marchi come Omega, Breguet, Rado, Tissot e Longines.

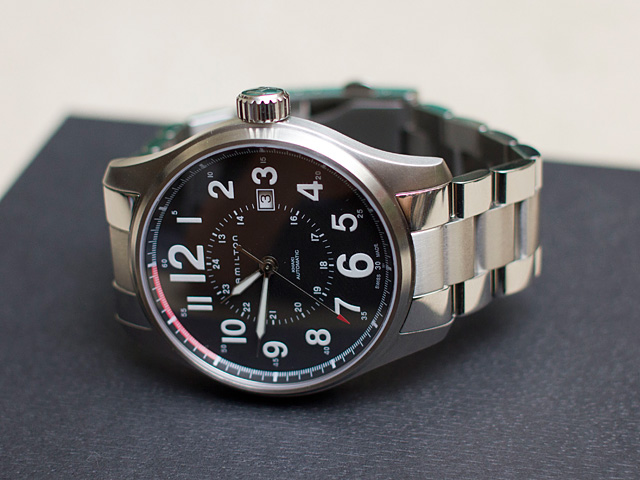
Il modello Hamilton Khaki Field Officer

La Hamilton è uno dei marchi di settore più prestigiosi nel panorama mondiale ed è equipaggiato con movimenti svizzeri ETA, alcuni dei quali realizzati in esclusiva, ed è sponsor e cronometrista ufficiale di molti eventi aeronautici internazionali, tra cui la Red Bull Air Race, l'EAA Air Venture Oshkosh (USA), considerato come il più grande evento al mondo del settore e il Free Flight World Masters in Francia.

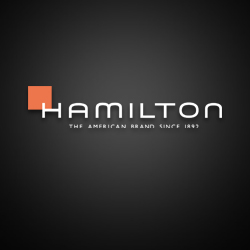
Logo attuale Hamilton

Tra i modelli più famosi sicuramente compare la collezione Khaki, nelle versioni Field, Aviation e Navy. Gli orologi della serie Khaki Aviation sono utilizzati e assegnati a piloti militari e di pattuglie acrobatiche di molti stati del mondo quali USA, Canada, Spagna, Corea, Olanda.
Nel 2013 viene lanciato il Face 2 Face, primo orologio dell'azienda dotato di cassa girevole. L'esperimento viene riproposto dapprima nel 2016 e poi ancora nel 2023.
Nel 2021, Hamilton lancia sul mercato il modello Khaki Field Titanium Far Cry®, segnatempo sviluppato in concomitanza della collaborazione con Ubisoft all’interno del videogioco Far Cry 6. Hamilton quindi oltre al cinema entra per la prima volta nel mondo dei videogiochi ed è la prima azienda orologiera a sviluppare un orologio che ha un ruolo attivo dentro il videogioco stesso.
Nel 2022 Hamilton ha lanciato sul mercato il suo orologio da taschino limitato a 917 pezzi, ricordando indirizzo dell'azienda al 917 Columbia Avenue a Lancaster, PA. Alloggiato in una cassa in acciaio inossidabile da 50 mm, il suo quadrante bianco simile allo smalto riecheggia quello degli orologi ferroviari vintage, viene fornito con un fondello chiuso che presenta una speciale incisione di un treno e le parole "130th Anniversary Railroad Special" in commemorazione del tredici decenni trascorsi dalla fondazione dell'azienda nel 1892.

## Galleria d'immagini

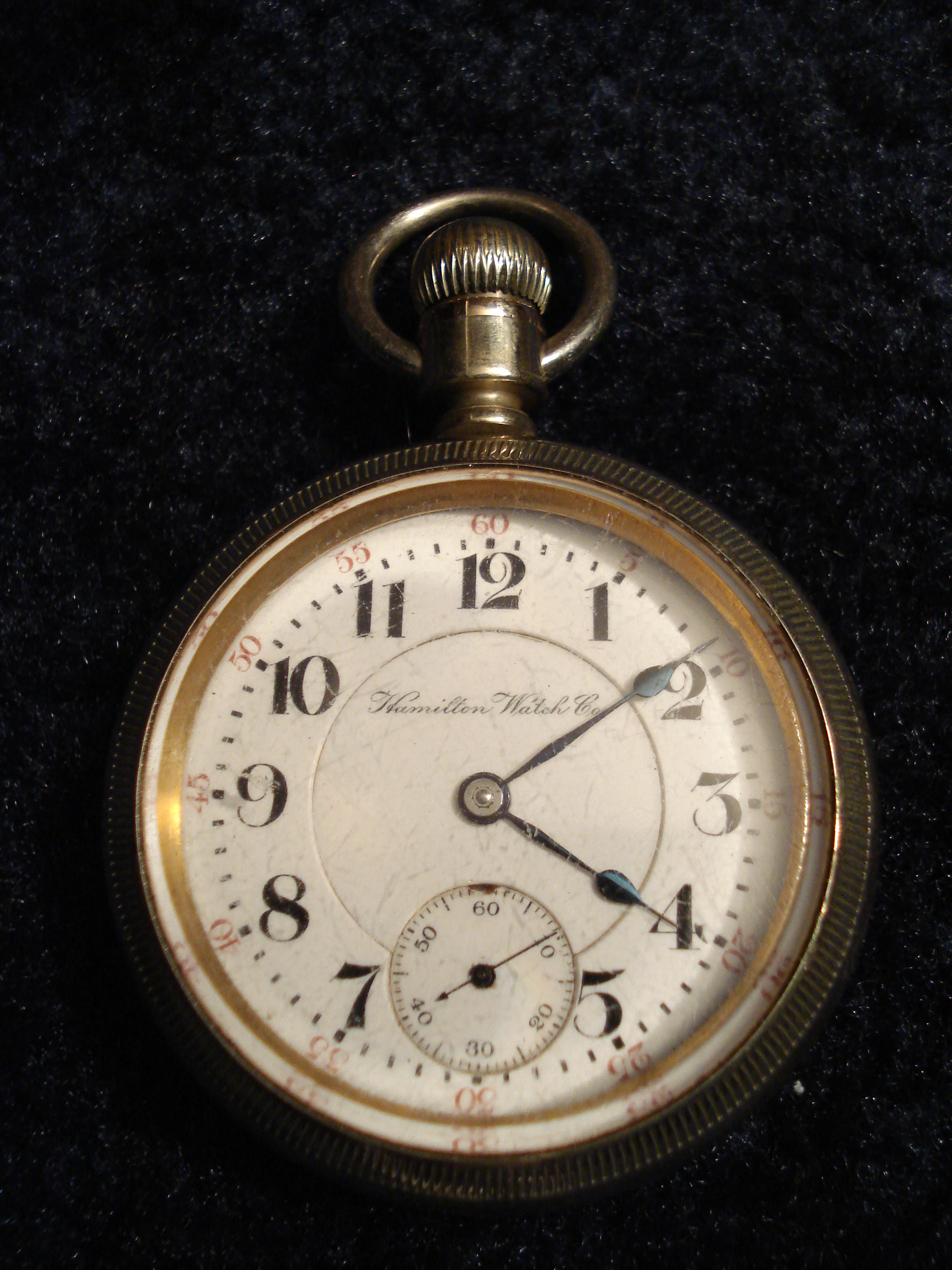
Orologio da taschino Hamilton del 1904
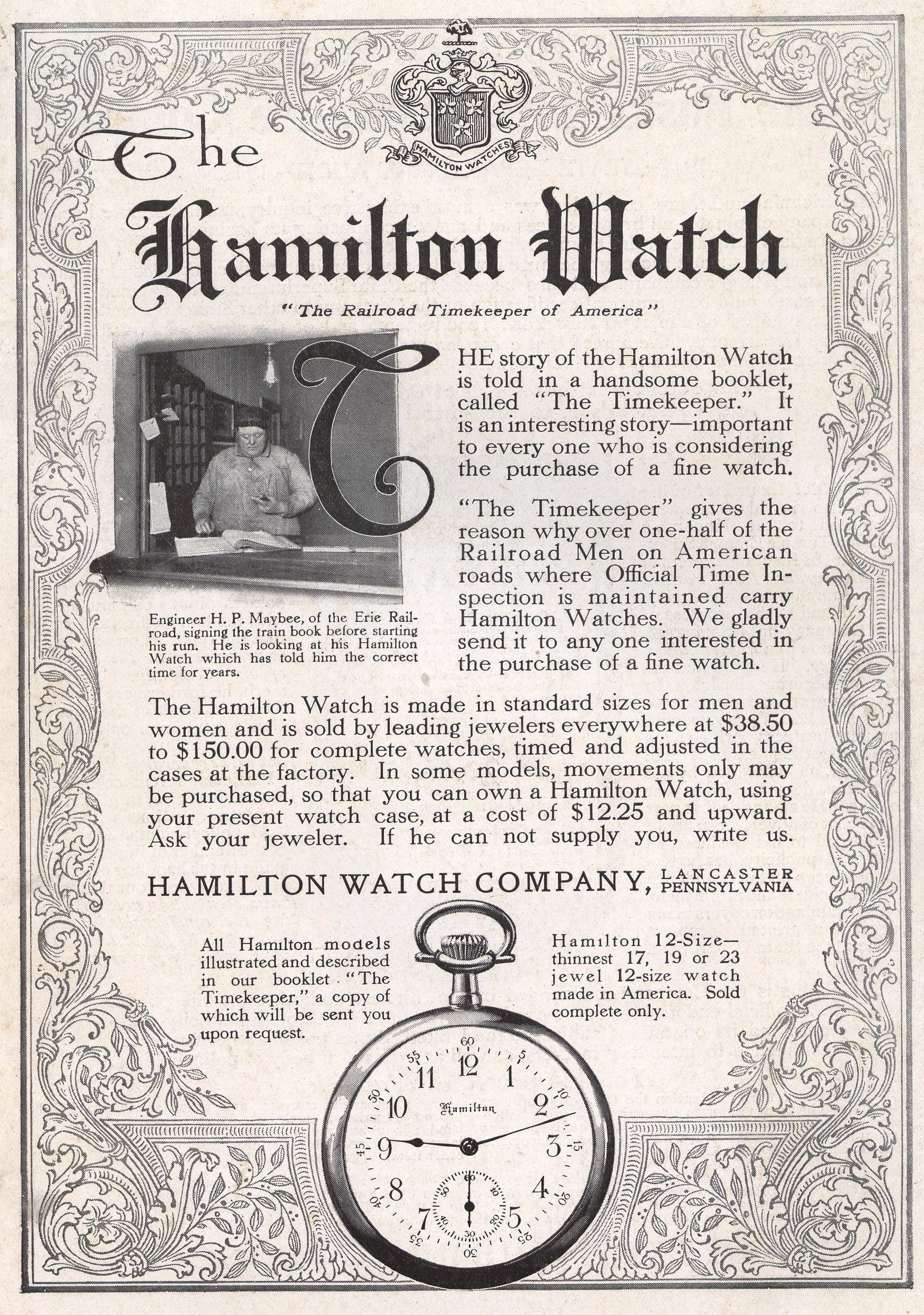
Pubblicità della Hamilton del 1913
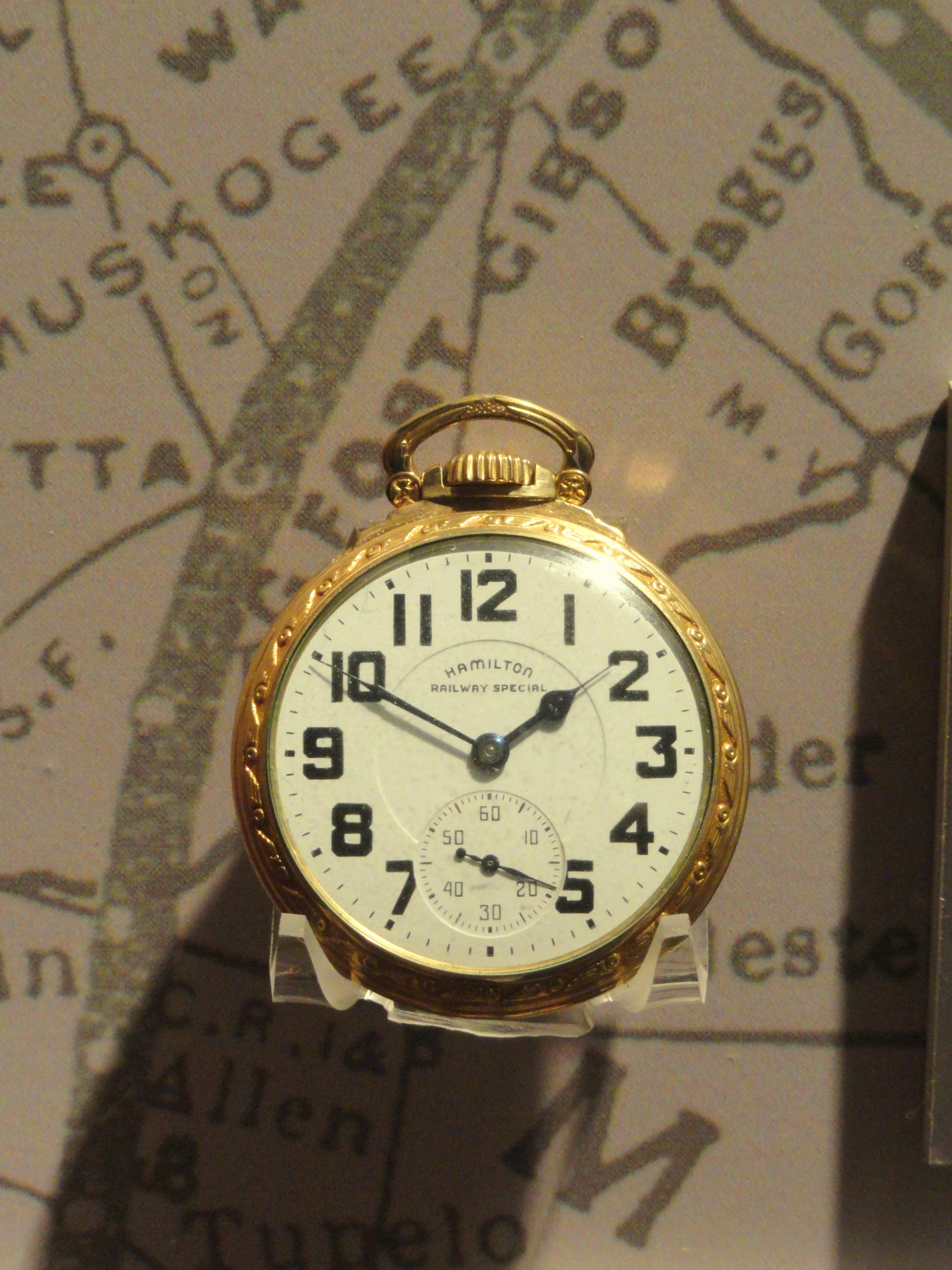
Orologio da taschino Hamilton Railway Special per le ferrovie americane, anni '40 circa
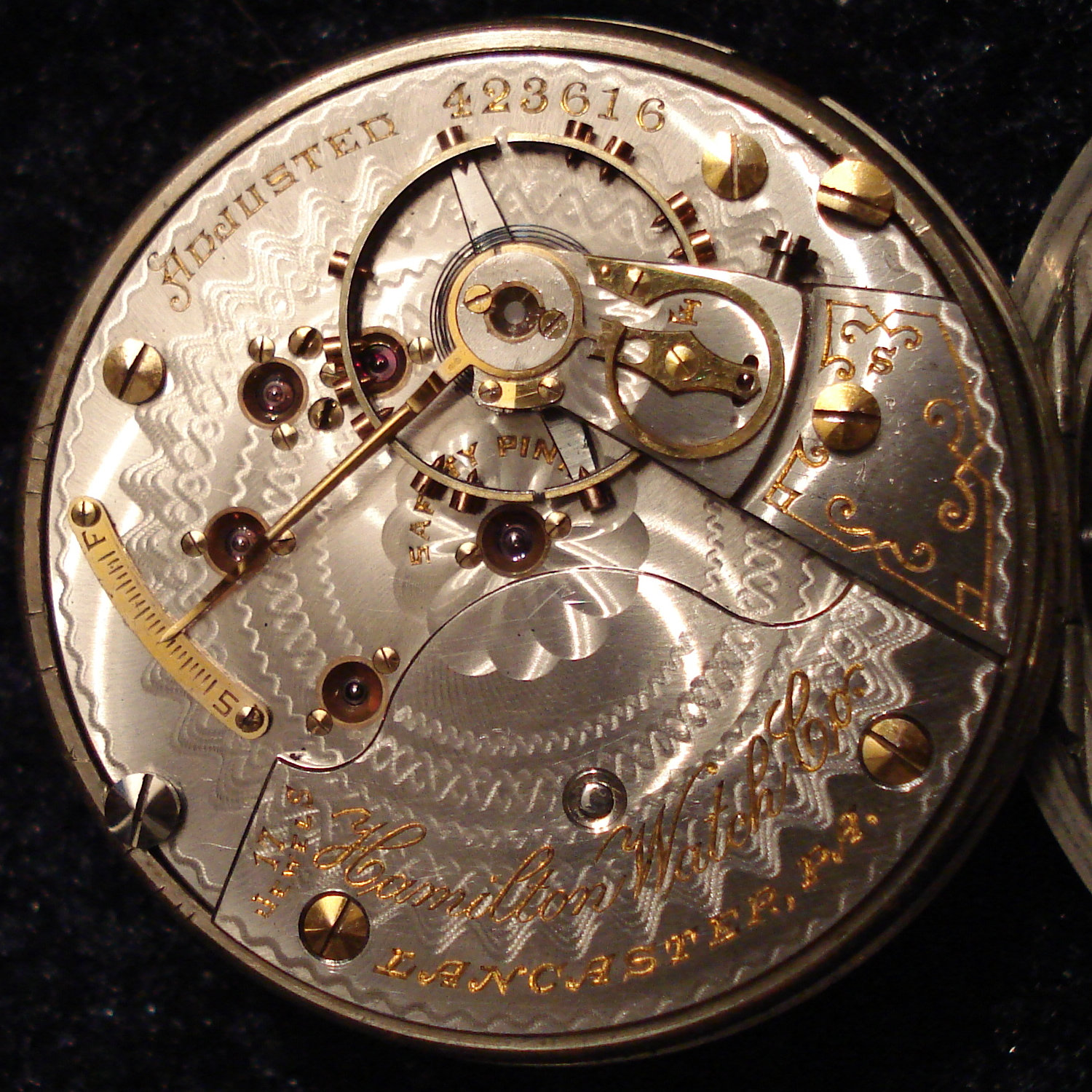
Retro orologio da taschino Hamilton con il movimento Hamilton 926
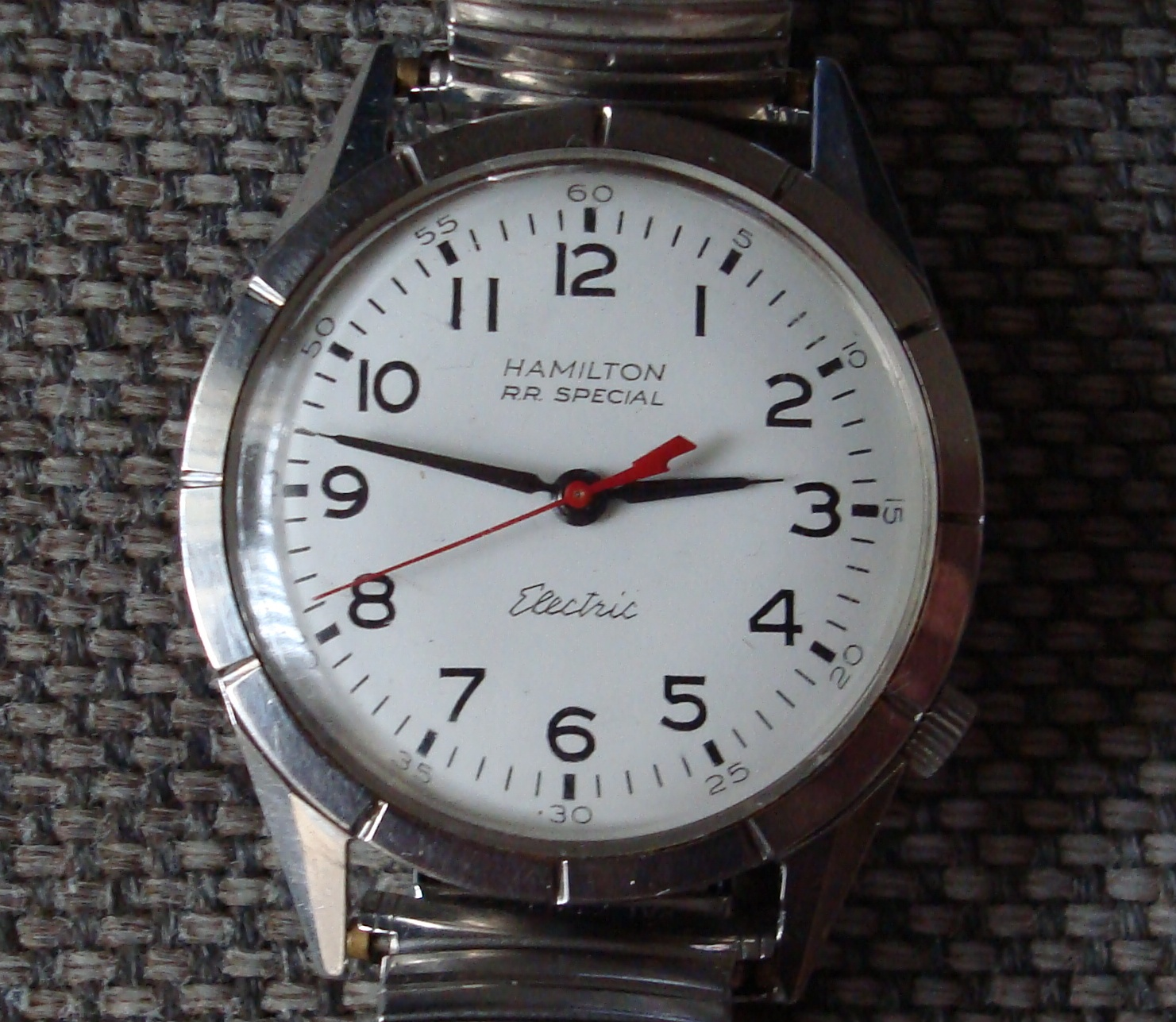
Hamilton Elettrico calibro 505
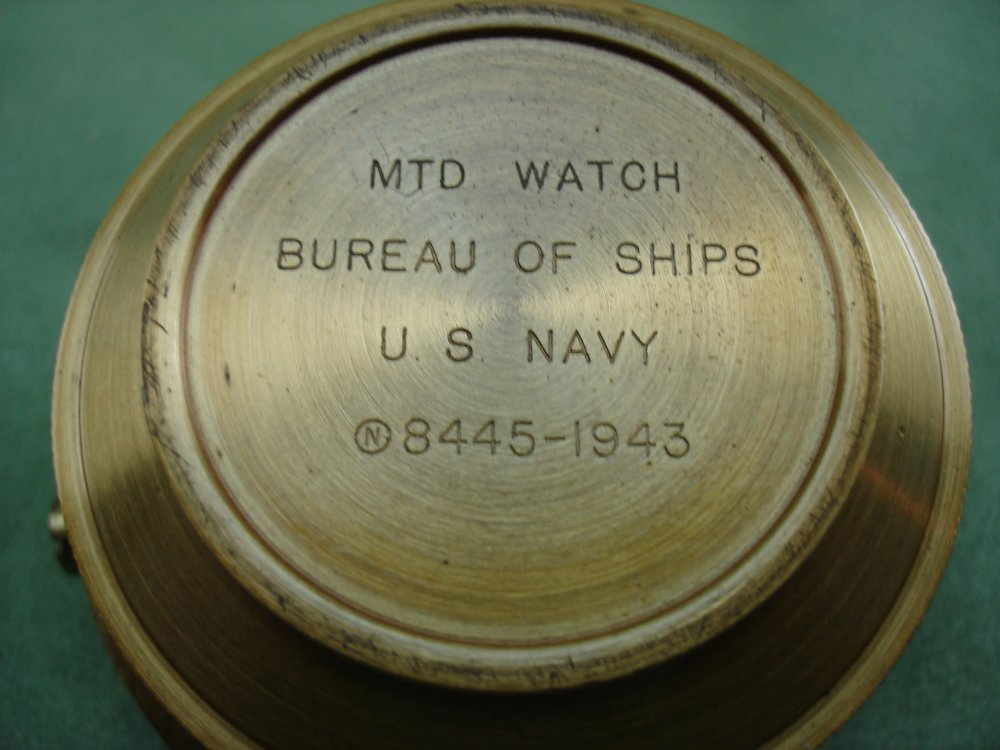
Vista del fondello di un Hamilton militare in dotazione all'U.S. Navy, 1943
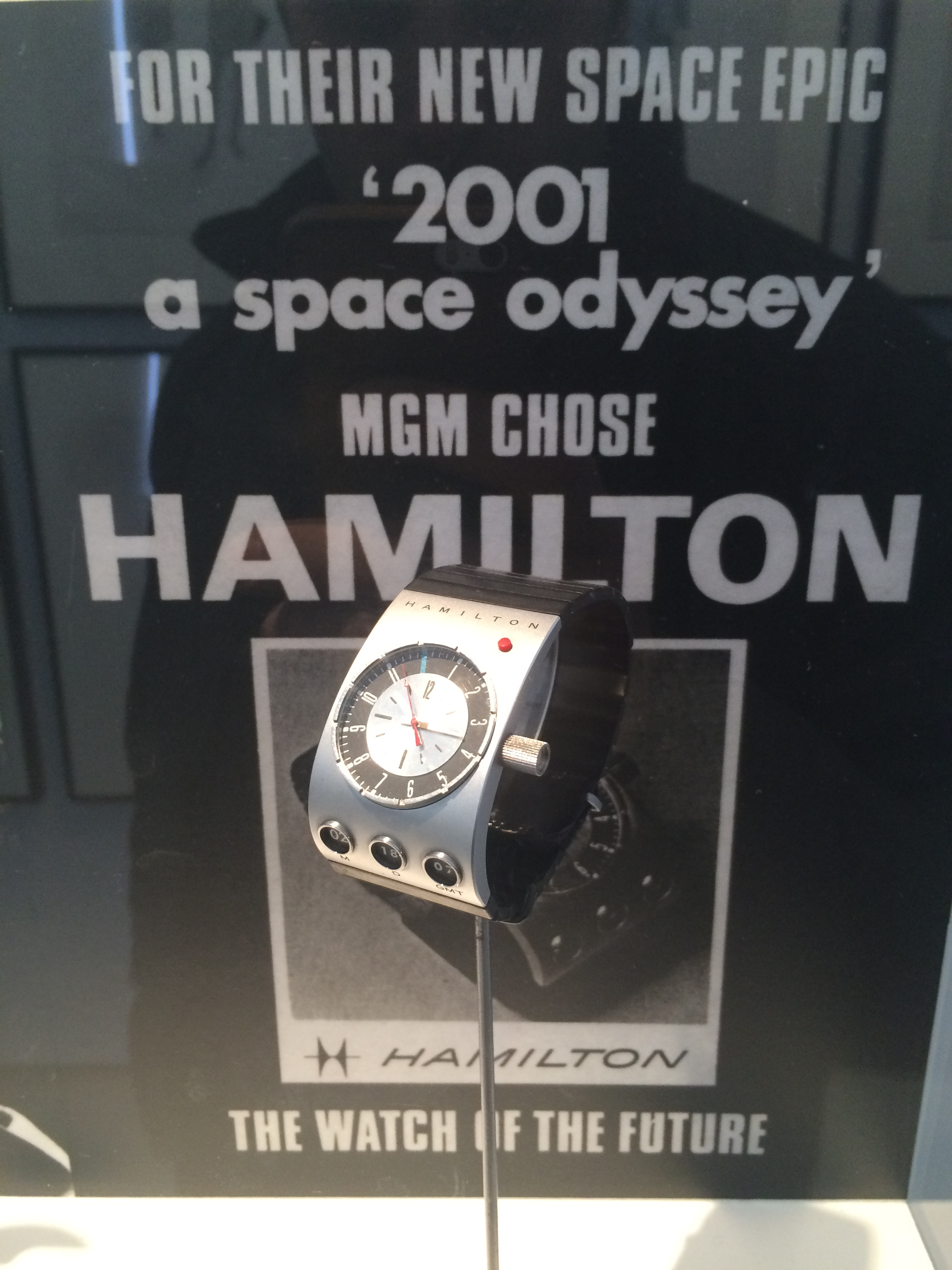
Orologio futuristico progettato da Hamilton per 2001: Odissea nello spazio di Stanley Kubrick. Esposto al LACMA, Los Angeles County Museum of Art.
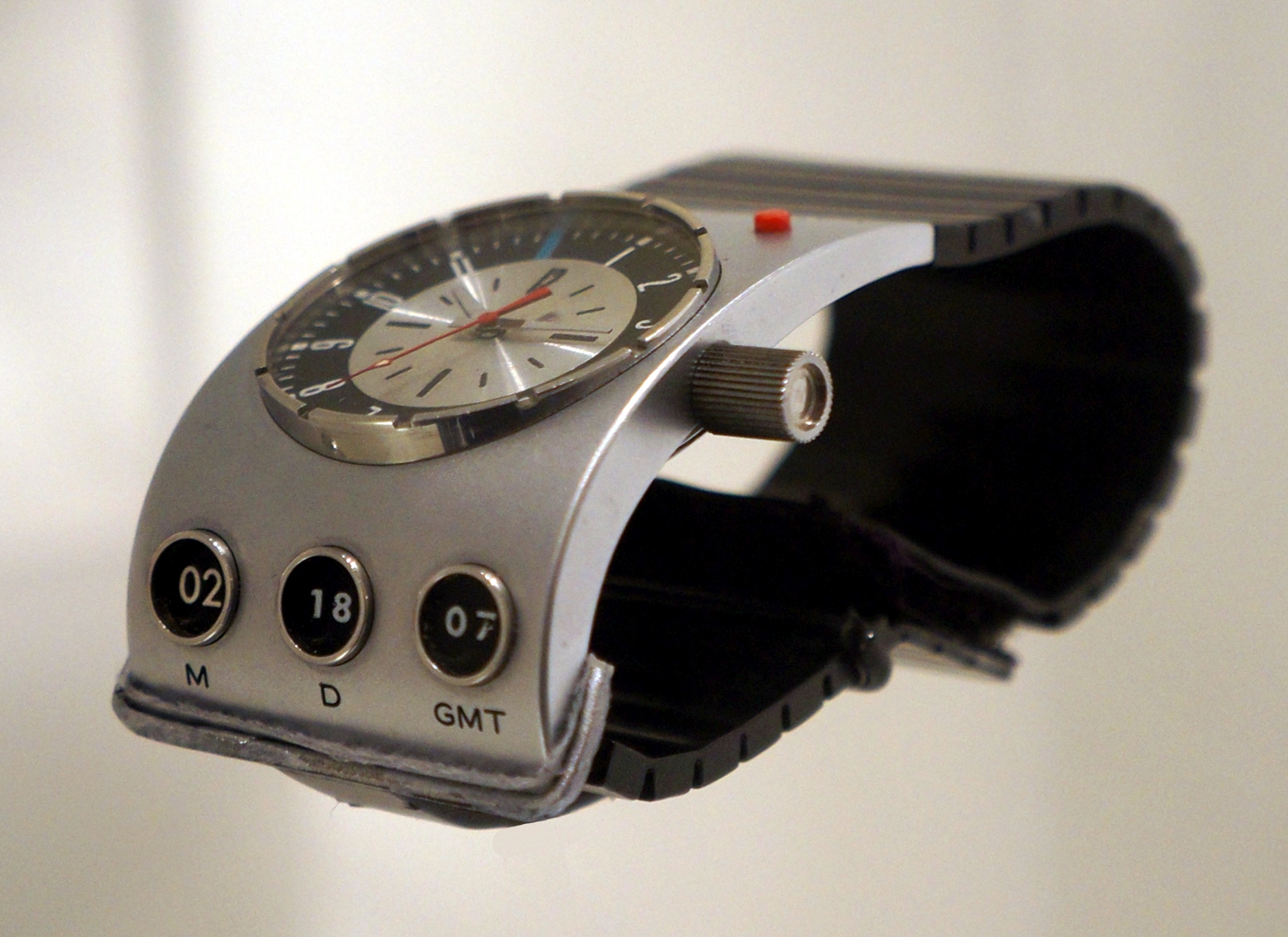
Orologio futuristico progettato da Hamilton per 2001: Odissea nello spazio di Stanley Kubrick. Esposto al LACMA, Los Angeles County Museum of Art.
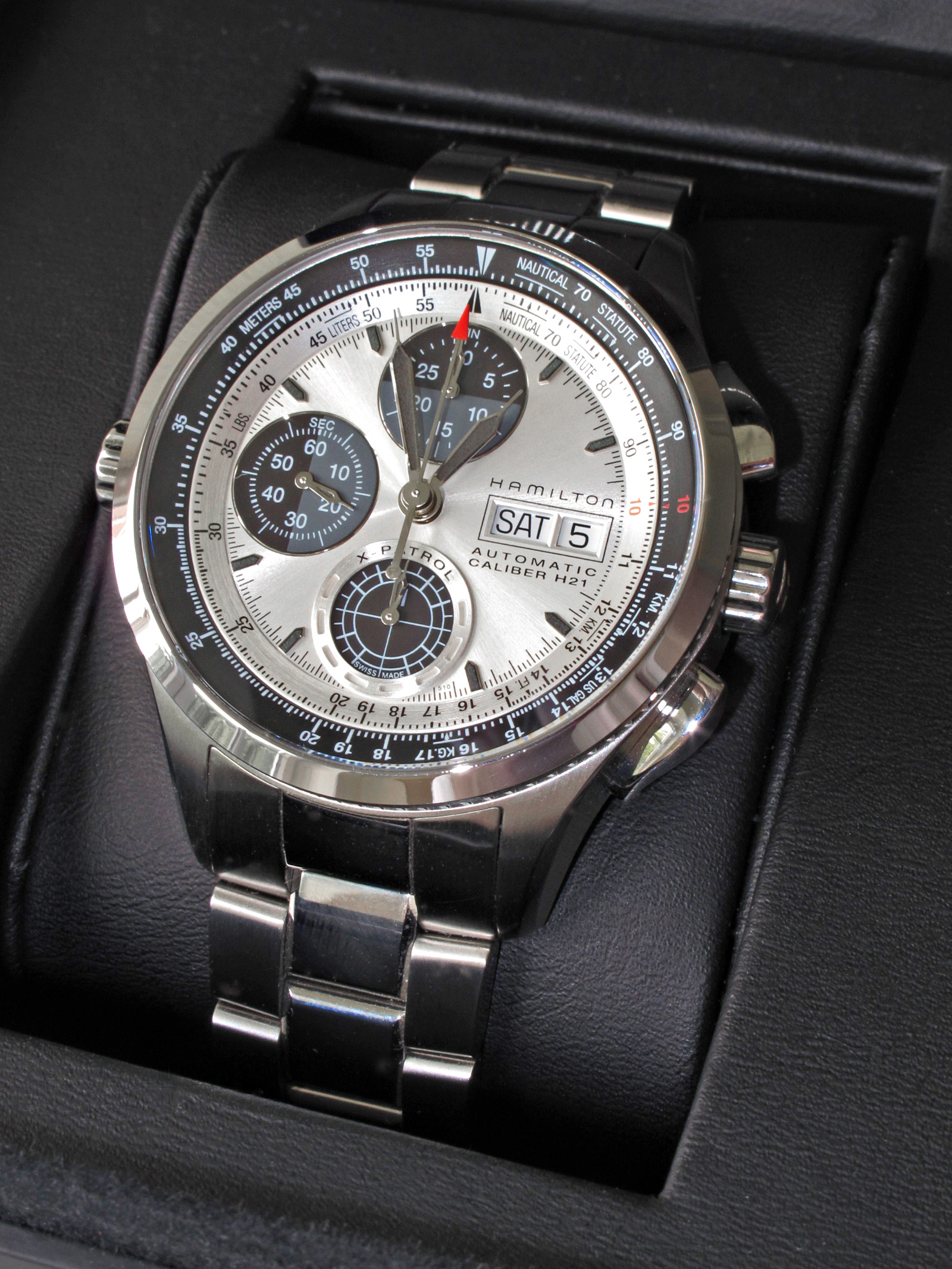
Hamilton Khaki X-Patrol Cronografo Automatico con movimento H21 basato su Valjoux 7750
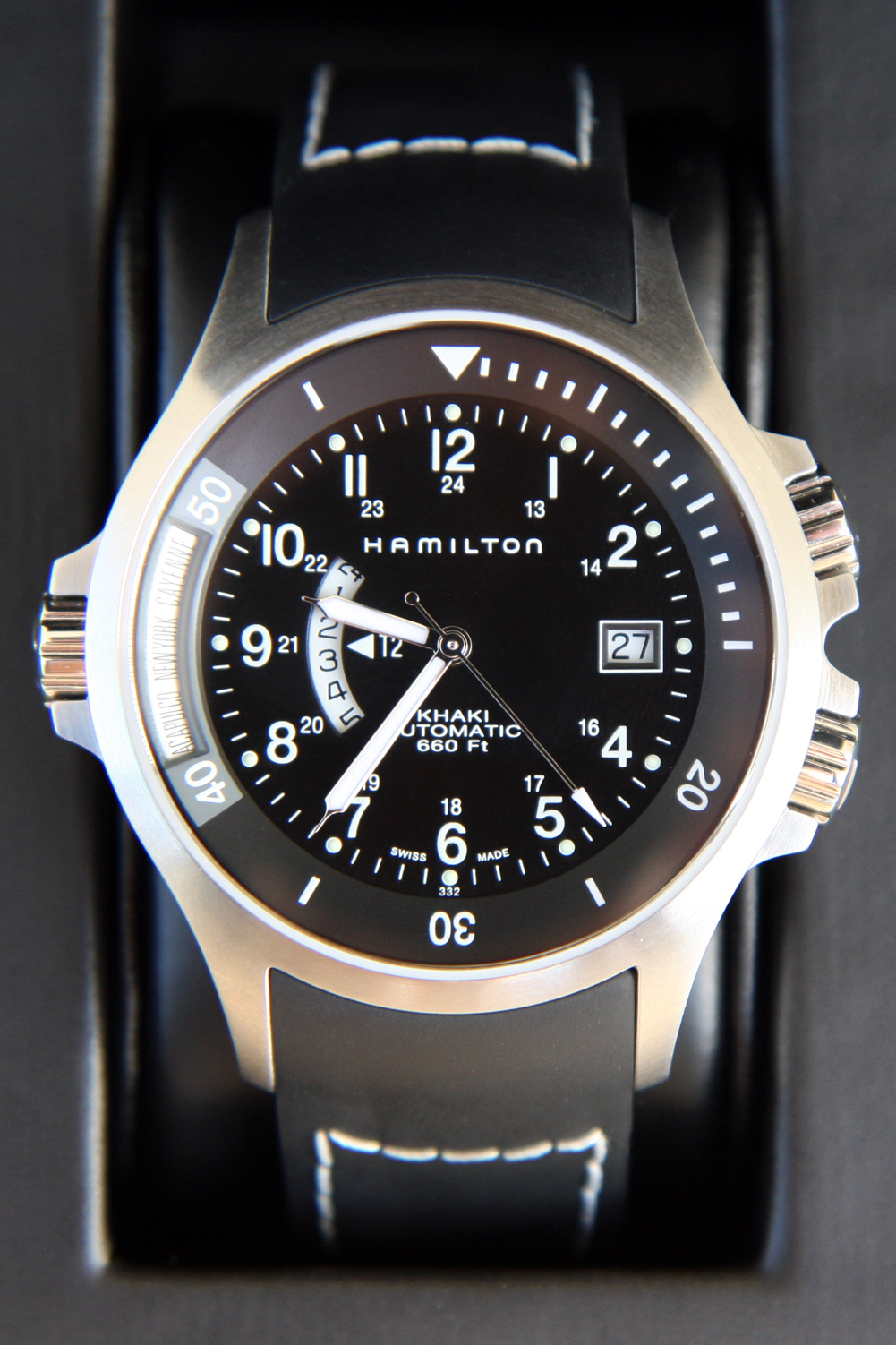
Hamilton Khaki Navy GMT automatico
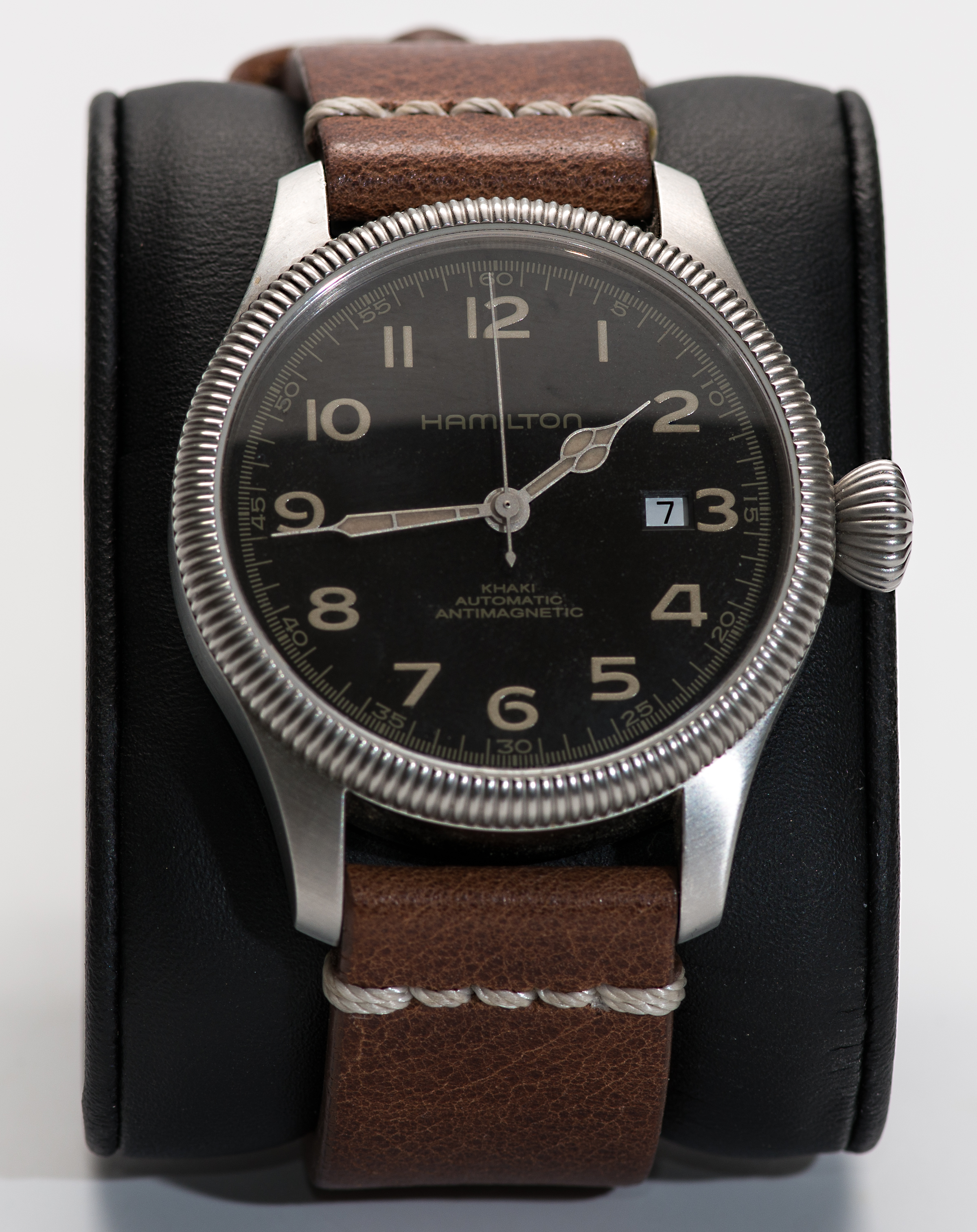
Hamilton Khaki Team Earth Automatico "Harrison Ford"
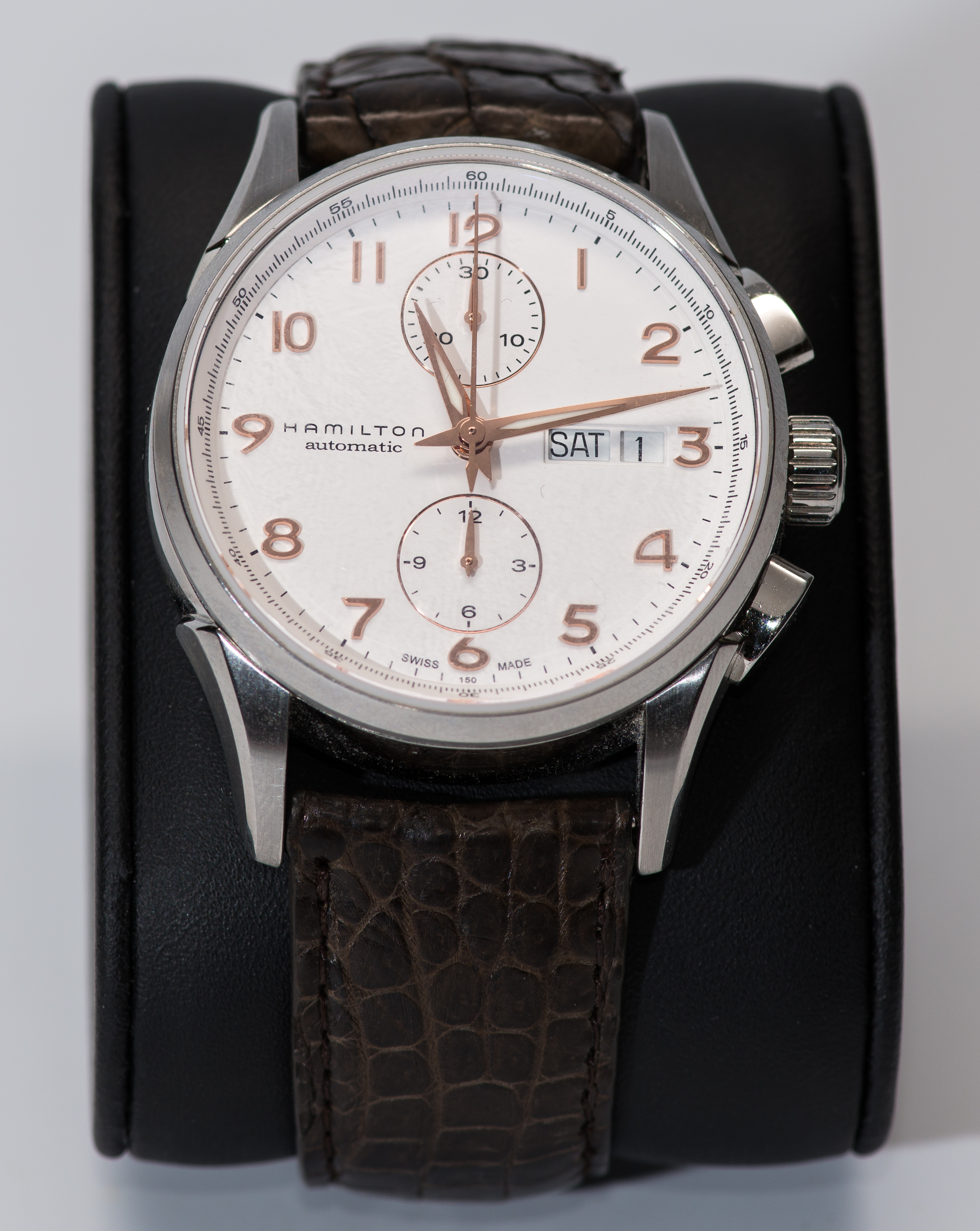
Hamilton Jazzmaster Maestro